# Бренд

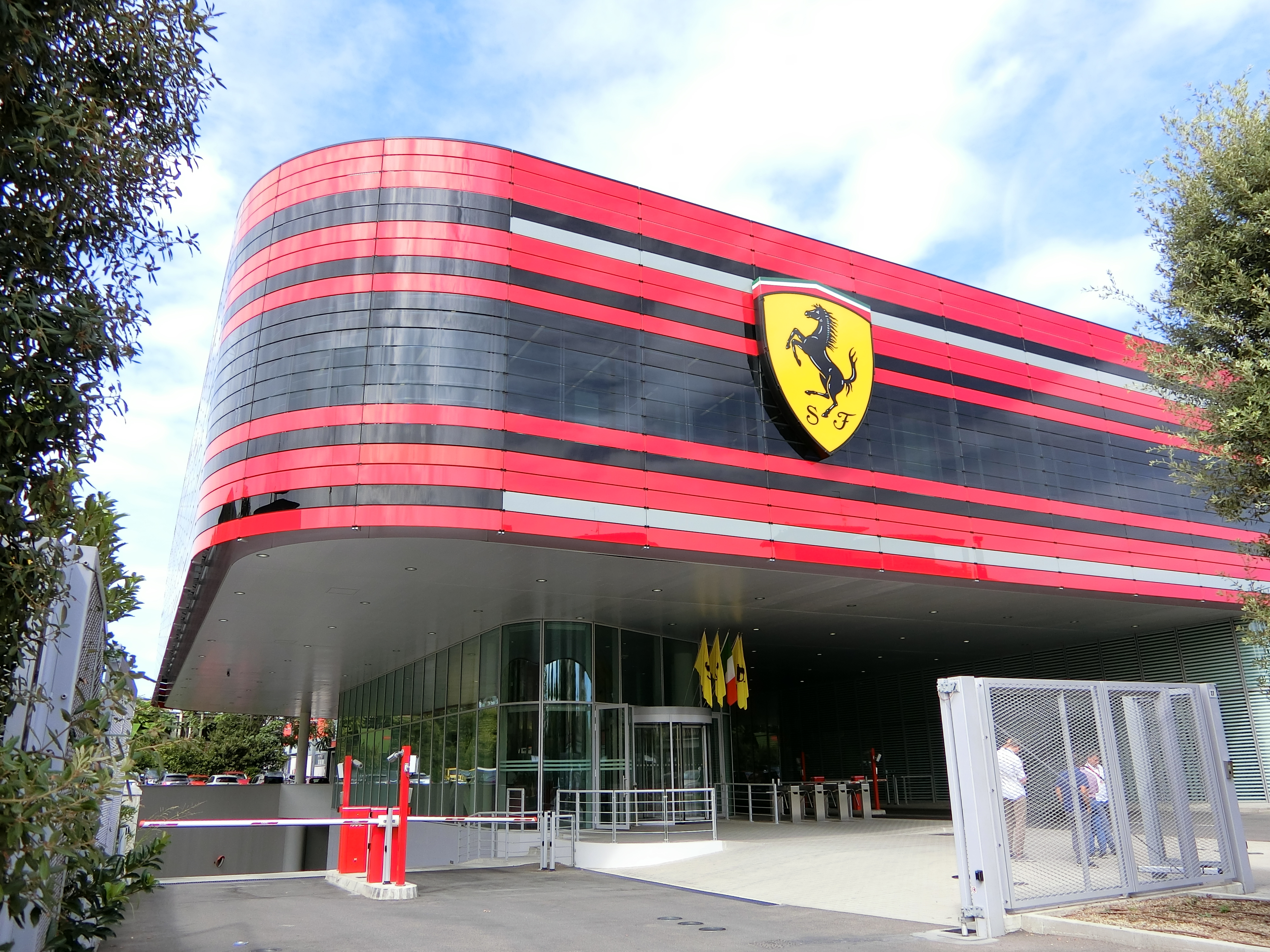
За даними Brand Finance, у 2014 році Ferrari був найпотужнішим брендом у світі.

Бренд або марка (англ. brand) — комплекс понять, які узагальнюють уявлення людей про відповідний товар, послугу, компанію або особистість. Широко вживають у маркетингу та рекламі, проте є фінансовим поняттям.[джерело?]

## Історія виникнення терміна

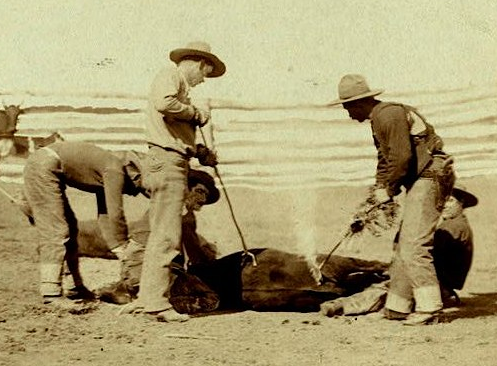
Таврування теляти

Термін бренд «brand» є похідним словом від давньоскандинавського «brandr» у значенні «опіки», з нанесенням тавра на худобу відмічають власність хазяїна. Окрім того, ще із незапам'ятних часів господарями карбувалися особисті знаки чи бренди на власній продукції як засіб розпізнавання свого товару від інших виробників. З розвитком комерції слово «бренд» стало означати походження продукту і застосовувалось з метою для відокремлення одного виробника від інших, що виготовляли подібні продукти. Таким чином бренди стали ядром реклами вже з моменту виникнення ринкових відносин. Сьогодні поняття «бренд» зазвичай вживається для позначення або ідентифікації виробника чи продавця продукту або послуги. Бренди займають в комерції унікальне місце. Їх можна купувати, продавати, брати або здавати в оренду, захищати на національному і глобальному рівні.
Найстаріший бренд перебуває у постійному використанні в Індії ще з Ведичного періоду, який був 9000—10000 років тому, знаний як «Chyawanprash». Його широко використовують у багатьох країнах Азії і він являє собою трав'яну пасту, що складається з 45 трав. Зроблена вона була для шанованих Ріші імені Чиван. Цей бренд був розроблений в Dhosi Hill, що в Північній Індії. Італійці серед перших використовували бренди у вигляді водяних знаків на папері приблизно з 1200 року.
Хоча в історії товарних знаків існують і ранні приклади, які можна було б вважати «протобрендами», але бренди в галузі мас-маркетингу виникли тільки в XIX столітті з появою упакованих товарів. Індустріалізація підштовхнула виробництво багатьох предметів домашнього вжитку, як-от мило, від місцевого виробництва до централізованих заводів. Такі заводи буквально брендовали свій логотип або напис на барелі, які використовували при перевезенні цих товарів, розширивши поняття «бренд» до товарного знаку.
Bass & Company, британський пивоварний завод, стверджує, що їх червона трикутна марка була перша торгова марка в світі. Компанія Lyle стверджує те ж саме про свій «Золотий сироп», який був титулований найстарішим брендом у Великій Британії, з його зелено-золотим упакуванням, яке залишилось практично незмінним з 1885 року. Інший приклад наводить компанія Antiche Fornaci Giorgi з Італії, чию цеглу штампували або вирізьбляли прото-логотипом з 1731 року, який міститься в Базиліці Святого Петра у Ватикані.
Клеймування великої рогатої худоби було відомо задовго до цього. Термін «Maverick» означає марочні теляти, він виник, коли фермер з Техасу Самуель Августус Маверик почав маркувати свою велику рогату худобу, яка полюбляла втікати на свободу і яку викрадали сусіди. Слово поширилося серед пастухів і його почали застосовувати до марочних телят, яких знаходили блукаючих поодинці. Навіть підписи на картинах відомих художників, як-от Леонардо да Вінчі, можна розглядати як ранній інструмент брендингу.
Фабрики, які були побудовані в ході промислової революції, випускали велику кількість товарів та потребували розширення ринку за кордон, де покупці були раніше знайомі тільки з місцевою продукцією. Незабаром стало очевидно, що імпортному товару було важко конкурувати з усім знайомим, місцевим продуктом. Імпортним виробникам товарів було необхідно переконати ринок, що громадськість може ставитись до них з таким самим рівнем довіри, як і до місцевих виробників. Campbell Soup, Coca-Cola, Aunt Jemima і Quaker Oats були одними з перших продуктів, які стали «брендовими» з метою підвищення обізнаності споживачами своєї продукції. Багато брендів тієї епохи, як-от рис Uncle Ben та сухі сніданки Kellogg, стали показниками такої проблеми.
Приблизно в 1900 році Джеймс Волтер Томпсон опублікував оголошення, пояснюючи необхідність реклами товарного знаку. Це було раннім комерційним пояснення того, що ми зараз знаємо як брендинг. Незабаром компанії стали використовувати слогани, талісмани й рінгтони, які почали з'являтися на радіо та телебаченні. До 1940 року виробники почали усвідомлювати, яким чином споживачі розвивають відносини зі своїми брендами в соціальному, психологічному та антропологічному сенсі.
Звідти виробники швидко навчилися створювати та відокремлювати особливості та особовість свого бренду, такі, як молодість, розвага і розкіш. Усе це відомо нам сьогодні як «брендинг», коли споживачі купують «бренд», а не сам продукт. Ця тенденція збереглася і в 1980-х роках, і нині[коли?] переросло в такі поняття, як цінність бренду та капітал бренду. Наомі Кляйн описав це поняття як «брендманія» У 1988 році, наприклад, Philip Morris купив Kraft ушестеро дорожче, ніж компанія коштувала на папері. Вважалося, що вони дійсно купили його фірмовий знак.

## Основні відомості
Бренд може мати вигляд власного імені, символу або графічного зображення, яке представляє економічний об'єкт та однозначно з ним асоціюється в свідомості споживачів.
Існує кілька основних трактувань бренду. Згідно з першим, — бренд — це сума всіх почуттів, спогадів, образів та емоцій, які виникають у людини, коли вона з ним стикається. Згідно з другим, — це обов'язково дуже позитивний образ, який говорить про високу якість та гарну репутацію свого власника. Через такі різниці в трактуванні серед професійних маркетологів та рекламістів іноді виникають дискусії щодо того, чи можна називати мало відомий товарний знак брендом.
Бренд — унікальна комбінація цінностей торгової марки, за яку споживач сплачує додаткову вартість, або просто надає перевагу при покупці, часто викликає унікальні емоції. Різниця між торговою маркою і брендом: торгова марка — може мати високий товарообіг, а бренд — має мати високий прибуток.
Існує два підходи до визначення бренду:
- завдання і також індивідуальні атрибути: назва, логотип та інші візуальні елементи (шрифти, дизайн, колірні схеми і символи), що дозволяють виділити компанію або продукт порівняно з конкурентами;
- образ, імідж, репутація компанії, продукту або послуги в очах клієнтів, партнерів, громадськості.

Необхідно розрізняти правовий та психологічний підхід до розуміння бренду. З правової точки зору розглядається лише товарний знак, що позначає виробника продукту і підлягає правовому захисту. З точки зору споживацької психології (consumer research) йдеться про бренд як про інформації, збереженої в пам'яті споживачів.
Іноді вважається, що синонімами такого поняття, як «бренд», є поняття «знак для товарів і послуг» і його синоніми «торговельна марка», а також «товарний знак» або «торгова марка». Раніше терміном «бренд» позначався не всякий товарний знак, а лише широко відомий. Нині цей термін в засобах масової інформації вживається як синонім терміна «товарний знак», що, на думку фахівців-патентознавців, є не цілком коректним. З точки зору фахівців в області товарних знаків і юристів, що спеціалізуються в області товарних знаків, поняття «бренд» і «брендинг», щиро кажучи, не правові поняття, а терміни, які вживають у споживчому середовищі для об'єднання етапів просування товарів на ринок. Поняття бренду, на думку цих авторів, є деякою сукупністю об'єктів авторського права, товарного знака та фірмового найменування.

## Мета просування бренду, його цінність і вартість
Метою просування бренду є створення монополії в цьому сегменті ринку. Наприклад, багато фірм продають газовану воду, але тільки «Кока-Кола» може продавати кока-колу. Таким чином опосередковано обходиться дію антимонопольних регуляторів.
Всесвітньо відома торгова марка, оточена набором очікувань, асоційованих з продуктом або послугою, які типово виникають у людей.
Починаючи з 2005 року компанія Interbrand спільно з журналом BusinessWeek публікує список найдорожчих російських брендів. Перша трійка лідерів у 2006 році (вартість понад 1 млрд євро) — Білайн, МТС і Балтика, причому Газпром і Сбербанк були оцінені пізніше. Трійка лідерів (2011—2012 рр., Кожен коштує понад 70 млрд доларів) — Кока-кола, Apple і IBM.
Бренди є об'єктом купівлі-продажу. Для визначення справедливої ринкової вартості бренду проводиться спеціальна оцінка — brand valuation.
Також вживаються багато інших поняття, як-от капітал бренду, сила бренду тощо Необхідно розрізняти психологічну цінність або силу бренду (це «капітал в головах») і фінансову вартість бренду — це оцінка дисконтованих майбутніх грошових потоків, що генеруються брендом для підприємства.
На популярність торгової марки компаній, представлених в мережі Інтернет, і на відвідуваність їх сайтів (основні показники відвідуваності сайту) значно впливає грамотно проведена рекламна кампанія.

## Елементи бренду
Зазвичай бренди складаються з різних елементів, як-от:
- Ім'я: слова чи слово, яке використовують для ідентифікації компанії, продукту, послуги або концепції.
- Логотип: візуалізація торгової марки, яка ідентифікує бренд.
- Слоган або фраза: «Чи ви мене чуєте зараз» — є важливою частиною бренду Verizon.
- Графіка: динамічні стрічки є частиною торгової марки бренду Coca-Cola.
- Форми: відмінні форми пляшки Coca Cola є торговими марками елементів цих брендів.
- Кольори: Owens-Corning є єдиним брендом скловолоконної ізоляції, яка може бути рожевою.
- Звуки: унікальна мелодія або набір нот може позначати бренд. Рінгтон NOKIA — відомий приклад.
- Аромати: троянда, жасмин, мускус аромат Chanel № 5 — є торговою маркою.
- Смаки: Kentucky Fried Chicken торгова марка з її особливим рецептом з одинадцяти трав і спецій для смаженої курки.
- Рух: Lamborghini має елемент торгової марки рух дверей автомобіля вгору.

## Визначення
У законах більшості країн вживають правове визначення, запропоноване Американською асоціацією маркетингу (англ. American Marketing Association): «ім'я, термін, знак, символ, дизайн або комбінація всього цього, призначені для ідентифікації товарів або послуг одного продавця або групи продавців, а також для відмінності товарів чи послуг від товарів або послуг конкурентів». Примітно те, що у визначенні не вказана прив'язка бренду до людини, який створив (використовує) цей бренд.
Визначення слова «бренд» різними авторами
 Бренд — це не річ, продукт, компанія або організація. Бренди не існують в реальному світі — це ментальні конструкції. Бренд найкраще описати як суму всього досвіду людини, його сприйняття речі, продукту, компанії або організації. Бренди існують у вигляді свідомості або конкретних людей, або суспільства.
James R. Gregory, з книги «Leveraging the Corporate Brand»
 Ми визначаємо бренд як торгову марку, яка в очах споживача вбирає в себе чіткий і значущий набір цінностей і атрибутів. Продукти зроблені на фабриці. Але продукт стає брендом лише в тому випадку, коли він набуває безліч відчутних, невідчутних і психологічних факторів. Головне, про що потрібно пам'ятати, — бренди не створюються виробником. Вони існують тільки у свідомості споживача.
Charles Brymer, генеральний менеджер Interbrand Schecter
 Бренд — це більш, ніж реклама або маркетинг. Це все, що приходить в голову людині щодо продукту, коли він бачить його логотип або чує назву.
David F. D'Alessandro, генеральний менеджер John Hancock, з книги «Brand Warfare: 10 Rules for Building the Killer Brand»
 Бренд — це набір сприянь в уяві споживача.
Paul Feldwick, виконавчий директор зі стратегічного планування BMP DDB, міжнародний директор з брендінгу-плануванню DDB
 Ідентифікований продукт, сервіс, особистість або місце, створений таким чином, що споживач або покупець сприймає унікальну додану цінність, яка відповідає його потребам найкращим чином.
Leslie De Chernatony, професор Brand Marketing і директор Centre for Research in Brand Marketing в Birmingham University Business School, автор декількох книг по брендингу
 Бренди — це образні уявлення, збережені в пам'яті зацікавлених груп, які виконують функції ідентифікації і диференціації й визначають поведінку споживачів при виборі продуктів і послуг.
Франц-Рудольф Еш, професор кафедри маркетингу університету м. Гіссен, Німеччина, директор Інституту дослідження брендів і комунікацій (Institut für Marken-und Kommunikationsforschung), Німеччина
 Бренд — ім'я, що впливає на поведінку ринкових споживачів / покупців.
Жан-Ноель Капферер, професор Стратегії маркетингу в Школі менеджменту HEC, Франція
 Бренд являє собою слово, що позначає позицію, яку займає у свідомості масового споживача «масового суспільства» уявлення про даний масовий продукт(товар). Це уявлення про товар, який володіє рядом безумовних характеристик, причому тільки наявність всіх їх у сукупності дозволяє стверджувати, що цей товар може вважатися «брендом». Такими характеристиками є:

- Гарантована якість;
- Загальновідомість;
- Престижність;
- Загальнодоступність (з точки зору можливості покупки);
- Наявність значної кількості лояльних покупців;
- Легковпізнавані назву і логотип;
- Глобальну поширеність даної ТМ.

Саме сукупність всіх цих якостей несе в собі додаткову споживчу вартість, що характеризується поняттям «бренд».
Ігор Олександрович Шелеп, НГТУ, кафедра зв'язків з громадськістю
 Бренд — це форма існування граничної корисності в сприйманої світі.
Попов Ілля Борисович, провідний економіст.
Існує два поняття «brand valuation» та «brand equity», які перекладаються однаково — «вартість бренду», але мають принципові відмінності.
англ. Brand valuation — цінність бренду. англ. Brand equity — вартість бренду.